# Italië op de Olympische Zomerspelen 1976
Italië nam deel aan de Olympische Zomerspelen 1976 in Montréal, Canada. Met slechts twee gouden medailles werd het laagste aantal behaald sinds 1908.

## Medailleoverzicht
| Sport          | Olympiër(s) | Onderdeel           | Medaille |
| -------------- | --- | ------------------- | -------- |
| Schermen       | Fabio Dal Zotto | floret (m)          | Goud     |
| Schoonspringen | Klaus Dibiasi | 10m toren (m)       | Goud     |
| Atletiek       | Sara Simeoni | hoogspringen (v)    | Zilver   |
| Schermen       | Fabio Dal Zotto Giambattista Coletti Attilio Calatroni Stefano Simoncelli Carlo Montano | floret team (m)     | Zilver   |
| Schermen       | Mario Tullio Tommaso Montano Angelo Arcidiacono Michele Maffei Mario Aldo Montano | sabel team (m)      | Zilver   |
| Schermen       | Maria Consolata Collino | floret (v)          | Zilver   |
| Schoonspringen | Giorgio Cagnotto | 3m plank (m)        | Zilver   |
| Waterpolo      | Umberto Panerai Roldano Simeoni Riccardo De Magistris Alessandro Ghibellini Sante Marsili Vincenzo D'Angelo Marcello Del Duca Gianni De Magistris Alberto Alberani Silvio Baracchini Luigi Castagnola | mannen              | Zilver   |
| Wielersport    | Giuseppe Martinelli | wegwedstrijd (m)    | Zilver   |
| Boogschieten   | Giancarlo Ferrari | individueel (m)     | Brons    |
| Judo           | Felice Mariani | -63kg (m)           | Brons    |
| Schietsport    | Roberto Ferraris | 25m snelvuurpistool | Brons    |
| Schietsport    | Ubaldesco Baldi | trap                | Brons    |

## Deelnemers en resultaten

### Atletiek
| Olympiër                                                        | Discipline            | Resultaat | Prestatie                                                                                              |
| --------------------------------------------------------------- | --------------------- | --------- | --- |
| Luciano Caravani                                                | 100m (m)              | 29e       | serie 1: 3de in 10,66 kwartfinale 1: 7de in 10,81                                                      |
| Pietro Farina                                                   | 200m (m)              | 21e       | serie 4: 3de in 21,32 kwartfinale 1: 7de in 21,31                                                      |
| Pietro Mennea                                                   | 200m (m)              | 4e        | serie 5: 1ste in 20,93 kwartfinale 2: 1ste in 20,70 halve finale 1: 1ste in 20,67 finale: 4de in 20,54 |
| Vittorio Milanesio                                              | 200m (m)              | 37e       | serie 8: 6de in 21,94                                                                                  |
| Alfonso Di Guida                                                | 400m (m)              | 14e       | serie 2: 4de in 46,52 kwartfinale 1: 4de in 47,07 halve finale 1: 7de in 46,50                         |
| Carlo Grippo                                                    | 800m (m)              | 8e        | serie 4: 2de in 1.47,21 halve finale 2: 2de in 1.46,95 finale: 8ste in 1.48,39                         |
| Venanzio Ortis                                                  | 5000m (m)             | 32e       | serie 2: 9de in 13.52,40                                                                               |
| Franco Fava                                                     | 10000m (m)            | 17e       | serie 2: 5de in 28.24,80                                                                               |
| Giuseppe Buttari                                                | 110m horden (m)       | 14e       | serie 3: 3de in 13,88 halve finale 2: 7de in 14,06                                                     |
| Gianni Ronconi                                                  | 110m horden (m)       | 13e       | serie 1: 6de in 14,10 halve finale 1: 8ste in 13,97                                                    |
| Vincenzo Guerini Luciano Caravani Luigi Benedetti Pietro Mennea | 4x100m (m)            | 6e        | serie 1: 2de in 39,35 halve finale 2: 4de in 39,39 finale: 6de in 39,08                                |
| Giuseppe Cindolo                                                | marathon (m)          | DNF       | niet gefinisht                                                                                         |
| Frankrijksco Fava                                               | marathon (m)          | 8e        | 2:14.24                                                                                                |
| Massimo Magnani                                                 | marathon (m)          | 13e       | 2:16.56                                                                                                |
| Roberto Buccione                                                | 20km snelwandelen (m) | 10e       | 1:30.40                                                                                                |
| Vittorio Visini                                                 | 20km snelwandelen (m) | 8e        | 1:29.31,6                                                                                              |
| Armando Zambaldo                                                | 20km snelwandelen (m) | 6e        | 1:28.25,2                                                                                              |
| Roberto Veglia                                                  | verspringen (m)       | 23e       | kwalificatie: 23ste met 7,48m                                                                          |
| Rodolfo Bergamo                                                 | hoogspringen (m)      | 6e        | kwalificatie groep A: 9de met 2,16m finale: 6de met 2,18m                                              |
| Riccardo Fortini                                                | hoogspringen (m)      | 32e       | kwalificatie groep A: 18de met 2,05m                                                                   |
| Oscar Raise                                                     | hoogspringen (m)      | 24e       | kwalificatie groep B: 9de met 2,05m                                                                    |
| Armando De Vincentiis                                           | discuswerpen (m)      | 15e       | kwalificatie: 4de met 62,26m finale: 15de met 55,68m                                                   |
| Silvano Simeon                                                  | discuswerpen (m)      | 19e       | kwalificatie: 19de met 59,06m                                                                          |
| Edoardo Podberscek                                              | kogelslingeren (m)    | 17e       | kwalificatie groep B: 8ste met 66,56m                                                                  |
| Giampaolo Urlando                                               | kogelslingeren (m)    | 13e       | kwalificatie groep B: 5de met 68,54m                                                                   |
|                                                                 |                       |           | |
| Rita Bottiglieri                                                | 400m (v)              | 19e       | serie 6: 6de in 53,37 kwartfinale 4: 6de in 52,51                                                      |
| Gabriella Dorio                                                 | 800m (v)              | 15e       | serie 2: 3de in 2.01,63 halve finale 1: 8ste in 2.02,46                                                |
| Silvana Cruciata                                                | 1500m (v)             | 31e       | serie 4: 8ste in 4.16,78                                                                               |
| Gabriella Dorio                                                 | 1500m (v)             | 15e       | serie 1: 1ste in 4.10,84 halve finale 2: 4de in 4.07,61 finale: 6de in 4.07,27                         |
| Margherita Gargano                                              | 1500m (v)             | 29e       | serie 3: 7de in 4.15,94                                                                                |
| Ileana Ongar                                                    | 100m horden (v)       | 8e        | serie 2: 2de in 13,37 halve finale 2: 3de in 13,41 finale: 8ste in 13,51                               |
| Donatella Bulfoni                                               | hoogspringen (v)      | 24e       | kwalificatie groep B: 8ste met 1,75m                                                                   |
| Sara Simeoni                                                    | hoogspringen (v)      | Zilver    | kwalificatie groep A: 4de met 1,80m finale: 2de met 1,91m                                              |

### Basketbal
| Olympiër | Discipline | Resultaat | Prestatie |
| --- | ---------- | --------- | --- |
| Giulio Jellini Carlo Recalcati Luciano Vendemini Fabrizio Delia Fiori Renzo Bariviera Marino Zanatta Dino Meneghin Pier Luigi Marzorati Luigi Serafini Ivan Bisson Gianni Bertolotti | mannen     | 5e        | groep A: 3de V van Verenigde Staten: 86-106 W van Egypte: 2-0 W van Tsjecho-Slowakije: 79-69 V van Joegoslavië: 87-88 W van Puerto Rico: 95-81 5-8ste plek: W van Australië: 79-72 5-6de plek: W van Tsjecho-Slowakije: 98-75 |

| Groep A |                   |             |             |             |            |            |            |        |
| #       | Land              | Wedstrijden | Wedstrijden | Wedstrijden | Doelpunten | Doelpunten | Doelpunten | Punten |
| #       | Land              | G           | W           | V           | V          | T          | Saldo      | Punten |
| 1       | Verenigde Staten  | 5           | 5           | 0           | 394        | 349        | +45        | 10     |
| 2       | Joegoslavië       | 5           | 4           | 1           | 364        | 343        | +21        | 9      |
| 3       | Italië            | 5           | 3           | 2           | 347        | 344        | +3         | 8      |
| 4       | Tsjecho-Slowakije | 5           | 2           | 3           | 418        | 406        | +12        | 7      |
| 5       | Puerto Rico       | 5           | 1           | 4           | 321        | 363        | −42        | 6      |
| 6       | Egypte            | 5           | 0           | 5           | 64         | 103        | −39        | 5      |

| Ronde       | Datum    | Plaats            | Land   | Score            | Land |
| ----------- | -------- | ----------------- | ------ | ---------------- | ---- |
| Groepsfase  |          |                   |        |                  |      |
| 18 juli     | Montréal | Italië            | 86-106 | Verenigde Staten |      |
| 20 juli     | Montréal | Italië            | 2-0    | Egypte           |      |
| 21 juli     | Montréal | Tsjecho-Slowakije | 69-79  | Italië           |      |
| 22 juli     | Montréal | Joegoslavië       | 88-87  | Italië           |      |
| 24 juli     | Montréal | Italië            | 95-81  | Puerto Rico      |      |
| 5-8ste plek |          |                   |        |                  |      |
| 25 juli     | Montréal | Italië            | 79-72  | Australië        |      |
| 5-6de plek  |          |                   |        |                  |      |
| 27 juli     | Montréal | Tsjecho-Slowakije | 75-98  | Italië           |      |

### Boksen
| Olympiër           | Discipline  | Resultaat | Prestatie |
| ------------------ | ----------- | --------- | --- |
| Giovanni Camputaro | -51kg (m)   | 9e        | 1ste ronde: vrij 2de ronde: W van PAK Sadiq: 5-0 3de ronde: V van URS Torosyan: scheidsrechterlijke beslissing |
| Bernardo Onori     | -54kg (m)   | 9e        | 1ste ronde: W van EGY El-Sayed: 5-0 2de ronde: W van AUS Tink: 5-0 3de ronde: V van USA Mooney: 0-5            |
| Gaetano Pirastu    | -60kg (m)   | 22e       | 1ste ronde: V van PUR Andino: 0-5                                                                              |
| Daniele Zappaterra | -63,5kg (m) | 25e       | 1ste ronde: V van GBR McKenzie: 0-5                                                                            |
| Luigi Minchillo    | -67kg (m)   | 9e        | 1ste ronde: vrij 2de ronde: W van UGA Bbegge: walk-pver 3de ronde: V van FRG Skricek: 0-5                      |
| Pierangelo Pira    | -71kg (m)   | 9e        | 1ste ronde: W van TOG Gogli: walk-over 2de ronde: V van URS Savchenko: knock-out                               |

### Boogschieten
| Olympiër          | Discipline      | Resultaat | Prestatie                                                                             |
| ----------------- | --------------- | --------- | ------------------------------------------------------------------------------------- |
| Giancarlo Ferrari | individueel (m) | Brons     | 1ste ronde: 4de met 1220 punten 2de ronde: 3de met 1275 punten totaal: 2495 punten    |
| Sante Spigarelli  | individueel (m) | 10e       | 1ste ronde: 6de met 1212 punten 2de ronde: 18de met 1207 punten totaal: 2419 punten   |
|                   |                 |           |                                                                                       |
| Franca Capetta    | individueel (v) | 12e       | 1ste ronde: 13de met 1152 punten 2de ronde: 10de met 1187 punten totaal: 2339 punten  |
| Ida Dapoian       | individueel (v) | 19e       | 1ste ronde: 14de met 1147 punten 2de ronde: 20ste met 1135 punten totaal: 2282 punten |

### Gewichtheffen
| Olympiër      | Discipline | Resultaat | Prestatie |
| ------------- | ---------- | --------- | --------- |
| Peppino Tanti | -60kg (m)  | 10e       | 247,5kg   |

### Judo
| Olympiër       | Discipline | Resultaat | Prestatie |
| -------------- | ---------- | --------- | --- |
| Felice Mariani | -63kg (m)  | Brons     | 1ste ronde: W van URS Zurabiani 2de ronde: W van GBR Alexander kwartfinale: W van FRA Delvingt halve finale: V van KOR Chang bronzen finale: W van AUT Pointner |
| Ezio Gamba     | -70kg (m)  | 11e       | 1ste ronde: vrij 2de ronde: W van ARG Strático kwartfinale: V van KOR Lee                                                                                       |
| Mario Vecchi   | -93kg (m)  | 30e       | 1ste ronde: V van BRA Pacheco |

### Kanovaren
| Olympiër                                                                  | Discipline    | Resultaat | Prestatie                                                                            |
| ------------------------------------------------------------------------- | ------------- | --------- | ------------------------------------------------------------------------------------ |
| Pietro Bruschi                                                            | C-1 500m (m)  | 13e       | serie 1: 5de in 2.16,44 herkansingen: 4de in 2.10,84                                 |
| Pietro Bruschi                                                            | C-1 1000m (m) | 11e       | serie 1: 6de in 4.33,38 herkansingen: 3de in 4.19,11 halve finale 1: 4de in 4.21,88  |
| Tiziano Annoni Ilario Passerini                                           | C-2 500m (m)  | 13e       | serie 2: 7de in 2.10,73 herkansingen: 4de in 1.56,36                                 |
| Tiziano Annoni Ilario Passerini                                           | C-2 1000m (m) | 11e       | serie 1: 6de in 3.59,60 herkansingen: 3de in 3.54,57 halve finale 1: 4de in 4.02,39  |
| Oreste Perri                                                              | K-1 500m (m)  | 7e        | serie 1: 3de in 1.55,39 halve finale 2: 3de in 1.53,99 finale: 7de in 1.50,27        |
| Oreste Perri                                                              | K-1 1000m (m) | 4e        | serie 1: 1ste in 3.55,67 halve finale 1: 1ste in 3.50,19 finale: 4de in 3.51,13      |
| Paolo Lepori Pier Duilio Puccetti                                         | K-2 500m (m)  | 15e       | serie 3: 5de in 1.49,59 herkansingen: 2de in 1.45,30 halve finale 1: 5de in 1.43,51  |
| Danio Merli Giorgio Sbruzzi                                               | K-2 1000m (m) | 16e       | serie 1: 7de in 3.51,03 herkansingen: 1ste in 3.31,53 halve finale 1: 6de in 3.35,95 |
| Luciano Buonfiglio Massimo Moriconi Pier Duilio Puccetti Andrea Salvietti | K-4 1000m (m) | 18e       | serie 1: 7de in 3.19,60 herkansingen: 4de in 3.19,53                                 |

### Moderne vijfkamp
| Olympiër                                         | Discipline      | Resultaat | Prestatie    |
| ------------------------------------------------ | --------------- | --------- | ------------ |
| Pier Paolo Cristofori                            | individueel (m) | 25e       | 4927 punten  |
| Daniele Masala                                   | individueel (m) | 4e        | 5333 punten  |
| Mario Medda                                      | individueel (m) | 39e       | 4647 punten  |
| Pier Paolo Cristofori Daniele Masala Mario Medda | team (m)        | 6e        | 15031 punten |

### Paardensport
| Olympiër                                                        | Discipline  | Resultaat | Prestatie                         |
| Dressuur                                                        | Dressuur    | Dressuur  | Dressuur                          |
| --------------------------------------------------------------- | ----------- | --------- | --------------------------------- |
| Fausto Puccini                                                  | individueel | 27e       | Grand Prix: 27ste met 1258 punten |
| Eventing                                                        |             |           |                                   |
| Alessandro Argenton                                             | individueel | 22e       | 274,91 strafpunten                |
| Giovanni Bossi                                                  | individueel | DNF       | niet gefinisht                    |
| Federico Roman                                                  | individueel | 8e        | 194,14 strafpunten                |
| Mario Turner                                                    | individueel | 14e       | 213,19 strafpunten                |
| Alessandro Argenton Giovanni Bossi Federico Roman Mario Turner  | team        | 4e        | 682,24 strafpunten                |
| Eventing                                                        |             |           |                                   |
| Piero D'Inzeo                                                   | individueel | 25e       | 16 strafpunten                    |
| Raimondo D'Inzeo                                                | individueel | 12e       | 24 strafpunten                    |
| Graziano Mancinelli                                             | individueel | 25e       | 16 strafpunten                    |
| Piero D'Inzeo Graziano Mancinelli Raimondo D'Inzeo Giorgio Nuti | team        | 9e        | 48 strafpunten                    |

### Roeien
| Olympiër                                                                       | Discipline      | Resultaat | Prestatie |
| ------------------------------------------------------------------------------ | --------------- | --------- | --- |
| Fabrizio Biondi                                                                | skiff (m)       | 10e       | serie 2: 2de in 7.35,33 halve finale 1: 6de in 7.16,13 finale B: 4de in 8.07,17                               |
| Umberto Ragazzi Silvio Ferrini                                                 | dubbel-twee (m) | 7e        | serie 1: 4de in 6.47,97 herkansingen: 2de in 6.38,48 halve finale 1: 5de in 6.34,34 finale B: 1ste in 7.15,21 |
| Primo Baran Annibale Venier Franco Venturini                                   | twee-met (m)    | 5e        | serie 2: 3de in 7.37,15 halve finale 1: 3de in 7.05,60 finale: 5de in 8.15,97                                 |
| Matteo Caglieris Pellegrino Croce Enzo Lanzarini Natale Spinello               | vier-zonder (m) | 11e       | serie 1: 2de in 6.16,10 halve finale 2: 5de in 6.09,76 finale B: 5de in 6.48,11                               |
| Battista Paganelli Enzo Borgonovi Gino Iseppi Ariosto Temporin Paolo Trisciani | vier-met (m)    | 12e       | serie 1: 5de in 6.44,81 herkansingen: 3de in 6.25,43 halve finale 2: 6de in 6.17,79 finale B: 6de in 6.55,53  |

### Schermen
| Olympiër                                                                                       | Discipline      | Resultaat | Prestatie |
| ---------------------------------------------------------------------------------------------- | --------------- | --------- | --- |
| Marcello Bertinetti                                                                            | degen (m)       | 52e       | 1ste ronde groep H: 6de met 1 overwinning |
| Nicola Granieri                                                                                | degen (m)       | 23e       | 1ste ronde groep C: 3de met 2 overwinningen 2de ronde groep B: 4de met 2 overwinningen 3de ronde groep B: 6de met 0 overwinningen                                            |
| John Pezza                                                                                     | degen (m)       | 9e        | 1ste ronde groep A: 3de met 3 overwinningen 2de ronde groep D: 4de met 3 overwinningen 3de ronde groep C: 1ste met 4 overwinningen                                           |
| John Pezza Nicola Granieri Fabio Dal Zotto Marcello Bertinetti Giovanni Battista Coletti       | degen team (m)  | 7e        | 1ste ronde groep C: 2de met 2 overwinningen 2de ronde: W van Frankrijk: 8-8 (60-58) 3de ronde: V van Bondsrepubliek Duitsland: 2-9 5-8ste plek: V van Roemenië: 2-8          |
| Fabio Dal Zotto                                                                                | floret (m)      | Goud      | 1ste ronde groep D: 4de met 2 overwinningen 2de ronde groep C: 2de met 4 overwinningen 3de ronde groep D: 2de met 4 overwinningen                                            |
| Carlo Montano                                                                                  | floret (m)      | 26e       | 1ste ronde groep E: 2de met 3 overwinningen 2de ronde groep E: 5de met 2 overwinningen                                                                                       |
| Stefano Simoncelli                                                                             | floret (m)      | 37e       | 1ste ronde groep A: 5de met 3 overwinningen |
| Fabio Dal Zotto Giambattista Coletti Attilio Calatroni Stefano Simoncelli Carlo Montano        | floret team (m) | Zilver    | 1ste ronde groep C: 1ste met 3 overwinningen kwartfinale: W van Verenigde Staten: 9-3 halve finale: W van Frankrijk: 8-8 (61-59) finale: V van Bondsrepubliek Duitsland: 6-9 |
| Angelo Arcidiacono                                                                             | sabel (m)       | 12e       | 1ste ronde groep G: 2de met 3 overwinningen 2de ronde groep B: 1ste met 4 overwinningen 3de ronde groep B: 2de met 3 overwinningen                                           |
| Michele Maffei                                                                                 | sabel (m)       | 6e        | 1ste ronde groep F: 1ste met 4 overwinningen 2de ronde groep E: 2de met 4 overwinningen 3de ronde groep C: 2de met 3 overwinningen                                           |
| Mario Aldo Montano                                                                             | sabel (m)       | 5e        | 1ste ronde groep H: 1ste met 4 overwinningen 2de ronde groep F: 1ste met 5 overwinningen 3de ronde groep D: 2de met 4 overwinningen                                          |
| Mario Tullio Tommaso Montano Angelo Arcidiacono Michele Maffei Mario Aldo Montano              | sabel team (m)  | Zilver    | 1ste ronde groep B: 1ste met 2 overwinningen kwartfinale: W van Frankrijk: 9-2 halve finale: W van Hongarije: 9-5 finale: V van Sovjet-Unie: 4-9                             |
|                                                                                                |                 |           | |
| Maria Consolata Collino                                                                        | floret (v)      | Zilver    | 1ste ronde groep H: 3de met 2 overwinningen 2de ronde groep F: 1ste met 4 overwinningen 3de ronde groep C: 1ste met 4 overwinningen                                          |
| Giulia Lorenzoni                                                                               | floret (v)      | 25e       | 1ste ronde groep D: 1ste met 3 overwinningen 2de ronde groep C: 5de met 2 overwinningen                                                                                      |
| Carola Mangiarotti                                                                             | floret (v)      | 23e       | 1ste ronde groep G: 2de met 3 overwinningen 2de ronde groep E: 4de met 2 overwinningen 3de ronde groep D: 5de met 1 overwinning                                              |
| Maria Consolata Collino Giulia Lorenzoni Doriana Pigliapoco Susanna Batazzi Carola Mangiarotti | floret team (v) | 5e        | 1ste ronde groep D: 1ste met 3 overwinningen kwartfinale: V van Bondsrepubliek Duitsland: 2-9 5-8ste plek: W van Roemenië: 9-5 5-6de plek: W van Polen: 9-7                  |

### Schietsport
| Olympiër            | Discipline             | Resultaat | Prestatie                         |
| ------------------- | ---------------------- | --------- | --------------------------------- |
| Piero Errani        | 50m geweer 3 houdingen | 30e       | 1134 punten: (385-389-360)        |
| Giuseppe De Chirico | 50m geweer liggend     | 60e       | 582 punten: (98-98-97-95-97-97)   |
| Walter Frescura     | 50m geweer liggend     | 5e        | 594 punten: (97-100-99-99-100-99) |
| Enzo Contegno       | 50m pistool            | 17e       | 551 punten: (94-93-90-91-91-92)   |
| Vincenzo Tondo      | 50m pistool            | 6e        | 559 punten: (88-93-96-96-92-94)   |
| Roberto Ferraris    | 25m snelvuurpistool    | Brons     | 595 punten: (299-296)             |
| Gianfranco Mantelli | 25m snelvuurpistool    | 14e       | 589 punten: (297-292)             |
| Romano Garagnani    | skeet                  | 11e       | 193 punten                        |
| Giuseppe Pepe       | skeet                  | 50e       | 181 punten                        |
| Ubaldesco Baldi     | trap                   | Brons     | 189 punten                        |
| Silvano Basagni     | trap                   | 21e       | 175 punten                        |
| Lino Cerati         | 50m bewegend doel      | 21e       | 543 punten: (281-262)             |
| Giovanni Mezzani    | 50m bewegend doel      | 18e       | 550 punten: (275-275)             |

### Schoonspringen
| Olympiër         | Discipline    | Resultaat | Prestatie                                                       |
| ---------------- | ------------- | --------- | --------------------------------------------------------------- |
| Franco Cagnotto  | 3m plank (m)  | Zilver    | voorronde: 7de met 542,31 punten finale: 2de met 570,48 punten  |
| Claudio De Miro  | 3m plank (m)  | 22e       | voorronde: 22ste met 446,61 punten                              |
| Klaus Dibiasi    | 3m plank (m)  | 8e        | voorronde: 4de met 572,84 punten finale: 8ste met 516,18 punten |
| Claudio De Miro  | 10m toren (m) | 13e       | voorronde: 13de met 470,34 punten                               |
| Klaus Dibiasi    | 10m toren (m) | Goud      | voorronde: 2de met 570,54 punten finale: 1ste met 600,51 punten |
|                  |               |           |                                                                 |
| Carmen Casteiner | 10m toren (v) | 19e       | voorronde: 19de met 318,30 punten                               |

### Turnen
| Olympiër                                                                                  | Discipline               | Resultaat | Prestatie                                                              |
| ----------------------------------------------------------------------------------------- | ------------------------ | --------- | ---------------------------------------------------------------------- |
| Maurizio Milanetto                                                                        | meerkamp individueel (m) | 26e       | kwalificatie: 59ste met 108,10 punten finale: 26ste met 110,075 punten |
| Maurizio Montesi                                                                          | meerkamp individueel (m) | 31e       | kwalificatie: 51ste met 108,95 punten finale: 31ste met 109,750 punten |
| Angelo Zucca                                                                              | meerkamp individueel (m) | 9e        | kwalificatie: 66ste met 106,50 punten                                  |
|                                                                                           |                          |           |                                                                        |
| Stefania Bucci                                                                            | meerkamp individueel (v) | 23e       | 75,000 punten                                                          |
| Patrizia Fratini                                                                          | meerkamp individueel (v) | 66e       |                                                                        |
| Rita Peri                                                                                 | meerkamp individueel (v) | 75e       |                                                                        |
| Donatella Sacchi                                                                          | meerkamp individueel (v) | 71e       |                                                                        |
| Valentina Spongia                                                                         | meerkamp individueel (v) | 68e       |                                                                        |
| Carla Wieser                                                                              | meerkamp individueel (v) | 77e       |                                                                        |
| Stefania Bucci Patrizia Fratini Rita Peri Donatella Sacchi Valentina Spongia Carla Wieser | meerkamp team (v)        | 12e       | 365,100 punten                                                         |

### Volleybal
| Olympiër | Discipline | Resultaat | Prestatie |
| --- | ---------- | --------- | --- |
| Andrea Nannini Paolo Montorsi Stefano Sibani Giorgio Goldoni Frankrijksco Dall'Olio Fabrizio Nassi Rodolfo Giovenzana Andrea Nencini Mario Mattioli Giovanni Lanfranco Erasmo Salemme Marco Negri | zaal (m)   | 5e        | groep B: 4de V van Sovjet-Unie: 0-3 (6-15, 3-15, 6-15) V van Japan: 0-3 (6-15, 2-15, 6-15) V van Brazilië: 2-3 (8-15, 15-11, 15-12, 6-15, 8-15) 5-8ste plek: V van Sovjet-Unie: 0-3 (7-15, 8-15, 7-15) 7-8ste plek: V van Brazilië: 0-3 (8-15, 6-15, 8-15) |

| Groep B |             |             |             |             |             |             |             |        |        |        |        |
| #       | Land        | Wedstrijden | Wedstrijden | Wedstrijden | Wedstrijden | Wedstrijden | Wedstrijden | Punten | Punten | Punten | Punten |
| #       | Land        | G           | W           | V           | SW          | SV          | SR          | SPW    | SPL    | Saldo  | Punten |
| 1       | Sovjet-Unie | 3           | 3           | 0           | 9           | 0           | +9          | 135    | 63     | +72    | 6      |
| 2       | Japan       | 3           | 2           | 1           | 6           | 3           | +3          | 118    | 89     | +29    | 5      |
| 3       | Brazilië    | 3           | 1           | 2           | 3           | 8           | -5          | 118    | 142    | -24    | 4      |
| 4       | Italië      | 3           | 0           | 3           | 2           | 9           | -7          | 81     | 158    | -77    | 3      |

| Ronde       | Datum    | Plaats            | Land | Score    | Land |
| ----------- | -------- | ----------------- | ---- | -------- | ---- |
| Groepsfase  |          |                   |      |          |      |
| 18 juli     | Montréal | Sovjet-Unie       | 3-0  | Italië   |      |
| 20 juli     | Montréal | Japan             | 3-0  | Italië   |      |
| 24 juli     | Montréal | Brazilië          | 3-2  | Italië   |      |
| 5-8ste plek |          |                   |      |          |      |
| 26 juli     | Montréal | Tsjecho-Slowakije | 3-0  | Italië   |      |
| 7-8de plek  |          |                   |      |          |      |
| 27 juli     | Montréal | Italië            | 0-3  | Brazilië |      |

### Waterpolo
| Olympiër | Discipline | Resultaat | Prestatie |
| --- | ---------- | --------- | --- |
| Alberto Alberani Roldano Simeoni Silvio Baracchini Sante Marsili Marcello Del Duca Gianni de Magistris Alessandro Ghibellini Luigi Castagnola Riccardo de Magistris Vincenzo d'Angelo Umberto Panerai | mannen     | Zilver    | groep A: 1ste W van Iran: 12-1 W van Cuba: 8-6 G van Joegoslavië: 3-3 groep 1-6de plek: 2de V van Hongarije: 7-8 W van Joegoslavië: 5-4 G van Roemenië: 4-4 W van Bondsrepubliek Duitsland: 4-3 G van Nederland: 3-3 |

| Groep A |             |             |             |             |             |        |        |        |        |
| #       | Land        | Wedstrijden | Wedstrijden | Wedstrijden | Wedstrijden | Punten | Punten | Punten | Punten |
| #       | Land        | G           | W           | G           | V           | V      | T      | Saldo  | Punten |
| 1       | Italië      | 3           | 2           | 1           | 0           | 26     | 13     | +13    | 5      |
| 2       | Joegoslavië | 3           | 1           | 2           | 1           | 25     | 10     | +15    | 4      |
| 3       | Cuba        | 3           | 1           | 1           | 1           | 22     | 15     | +7     | 3      |
| 4       | Iran        | 3           | 0           | 0           | 3           | 4      | 19     | −35    | 0      |

| Ronde      | Datum    | Plaats      | Land | Score  | Land |
| ---------- | -------- | ----------- | ---- | ------ | ---- |
| Groepsfase |          |             |      |        |      |
| 18 juli    | Montréal | Italië      | 12-1 | Iran   |      |
| 19 juli    | Montréal | Italië      | 8-6  | Cuba   |      |
| 20 juli    | Montréal | Joegoslavië | 6-6  | Italië |      |

| Groep 1-6de plaats |                          |             |             |             |             |        |        |        |        |
| #                  | Land                     | Wedstrijden | Wedstrijden | Wedstrijden | Wedstrijden | Punten | Punten | Punten | Punten |
| #                  | Land                     | G           | W           | G           | V           | V      | T      | Saldo  | Punten |
| 1                  | Hongarije                | 5           | 4           | 1           | 0           | 30     | 24     | +6     | 9      |
| 2                  | Italië                   | 5           | 2           | 2           | 1           | 21     | 20     | +1     | 6      |
| 3                  | Nederland                | 5           | 2           | 2           | 1           | 18     | 17     | +1     | 6      |
| 4                  | Roemenië                 | 5           | 1           | 3           | 1           | 26     | 25     | +1     | 5      |
| 5                  | Joegoslavië              | 5           | 0           | 3           | 2           | 21     | 24     | -3     | 3      |
| 6                  | Bondsrepubliek Duitsland | 5           | 0           | 1           | 4           | 15     | 21     | -6     | 1      |

| Ronde      | Datum    | Plaats    | Land | Score                    | Land |
| ---------- | -------- | --------- | ---- | ------------------------ | ---- |
| Groepsfase |          |           |      |                          |      |
| 22 juli    | Montréal | Hongarije | 6-5  | Italië                   |      |
| 23 juli    | Montréal | Italië    | 5-4  | Joegoslavië              |      |
| 24 juli    | Montréal | Italië    | 4-4  | Roemenië                 |      |
| 26 juli    | Montréal | Italië    | 4-3  | Bondsrepubliek Duitsland |      |
| 27 juli    | Montréal | Italië    | 3-3  | Nederland                |      |

### Wielersport
| Olympiër                                                         | Discipline                    | Resultaat | Prestatie |
| Baan                                                             | Baan                          | Baan      | Baan |
| ---------------------------------------------------------------- | ----------------------------- | --------- | --- |
| Giorgio Rossi                                                    | sprint (m)                    | 8e        | serie 2: 1ste in 11,36 2de ronde serie 2: 1ste in 11,39 kwartfinale 2: V van FRG Berkmann: 1-2 5-8ste plek: 4de |
| Massimo Marino                                                   | tijdrit (m)                   | 10e       | 1.08,488 |
| Orfeo Pizzoferrato                                               | individuele achtervolging (m) | 5e        | kwalificatie: 5de in 4.50,44 2de ronde: W van FIN Hannus: 4.48,41 kwartfinale: V van GDR Huschke: 4.47,89       |
| Sandro Callari Cesare Cipollini Rino De Candido Giuseppe Saronni | ploegenachtervolging (m)      | 5e        | kwalificatie: 7de in 4.30,47 kwartfinale 4: V van URS                                                           |
| Weg                                                              |                               |           | |
| Vittorio Algeri                                                  | wegwedstrijd (m)              | 8e        | 4:47.23 |
| Carmelo Barone                                                   | wegwedstrijd (m)              | 31e       | 4:49.01 |
| Roberto Ceruti                                                   | wegwedstrijd (m)              | 26e       | 4:49.01 |
| Giuseppe Martinelli                                              | wegwedstrijd (m)              | Zilver    | 4:47.23 |
| Carmelo Barone Vito Da Ros Gino Lori Dino Porrini                | ploegentijdrit (m)            | 11e       | 2:14.50 |

### Worstelen
| Olympiër            | Discipline  | Resultaat   | Prestatie |
| Vrije stijl         | Vrije stijl | Vrije stijl | Vrije stijl |
| ------------------- | ----------- | ----------- | --- |
| Claudio Pollio      | -48kg (m)   | 15e         | 1ste ronde: V van JPN Kudo 2de ronde: V van PRK Li                                                                   |
| Giuseppe Bognanni   | -52kg (m)   | 10e         | 1ste ronde: W van ISV Kitnurse 2de ronde: V van IRI Fattahi 3de ronde: V van KOR Jeon                                |
| Giuseppe Spagnoli   | -74kg (m)   | 13e         | 1ste ronde: vrij 2de ronde: V van URS Ashuraliyev 3de ronde: V van IRI Barzegar                                      |
| Grieks-Romeins      |             |             | |
| Antonio Quistelli   | -48kg (m)   | 13e         | 1ste ronde: V van IRI Zadeh 2de ronde: V van BUL Angelov                                                             |
| Antonino Caltabiano | -52kg (m)   | 7e          | 1ste ronde: V van URS Konstantinov 2de ronde: W van POL Stankej 3de ronde: W van KOR Baek 4de ronde: V van ROU Gingă |
| Domenico Giuffrida  | -62kg (m)   | 14e         | 1ste ronde: V van JPN Miyahara 2de ronde: V van IRI Ghassab                                                          |
| Gian-Matteo Ranzi   | -68kg (m)   | 10e         | 1ste ronde: vrij 2de ronde: W van USA Marcy 3de ronde: V van FRG Schöndorfer 4de ronde: V van GDR Wehling            |
| Giuseppe Vitucci    | -82kg (m)   | 14e         | 1ste ronde: V van FIN Manni 2de ronde: V van POL Ostrowski                                                           |

### Zeilen
| Olympiër                                               | Discipline      | Resultaat | Prestatie                            |
| ------------------------------------------------------ | --------------- | --------- | ------------------------------------ |
| Mauro Pelaschier                                       | finn klasse     | 9e        | 87,7 punten: (11-10-10-3-11-14-14)   |
| Roberto Vencato Roberto Sponza                         | 470             | 14e       | 102,0 punten: (10-1-21-14-20-14-14)  |
| Carlo Croce Luciano Zinali                             | flying dutchman | 16e       | 114,0 punten: (17-12-14-11-14-14-13) |
| Franco Pivoli Cesare Biagi                             | tornado klasse  | 8e        | 71,7 punten: (5-4-12-5-6-8-DSQ)      |
| Giuseppe Milone Roberto Mottola                        | tempest klasse  | 5e        | 55,4 punten: (3-5-7-4-12-7-3)        |
| Fabio Albarelli Gianfranco Oradini Leopoldo Di Martino | soling klasse   | 15e       | 111,0 punten: (16-10-7-7-DNF-19-16)  |

### Zwemmen
| Olympiër                                                                   | Discipline            | Resultaat | Prestatie                                                                     |
| -------------------------------------------------------------------------- | --------------------- | --------- | ----------------------------------------------------------------------------- |
| Marcello Guarducci                                                         | 100m vrije slag (m)   | 5e        | serie 2: 1ste in 51,57 halve finale 1: 2de in 51,35 finale: 5de in 51,70      |
| Roberto Pangaro                                                            | 100m vrije slag (m)   | 10e       | serie 6: 3de in 53,05 halve finale 1: 5de in 51,68                            |
| Marcello Guarducci                                                         | 200m vrije slag (m)   | 11e       | serie 3: 2de in 1.53,72                                                       |
| Roberto Pangaro                                                            | 200m vrije slag (m)   | 20e       | serie 3: 3de in 1.55,30                                                       |
| Paolo Revelli                                                              | 200m vrije slag (m)   | 30e       | serie 6: 4de in 1.57,25                                                       |
| Enrico Bisso                                                               | 100m rugslag (m)      | 33e       | serie 6: 6de in 1.01,32                                                       |
| Giorgio Lalle                                                              | 100m schoolslag (m)   | 5e        | serie 3: 2de in 1.06,38 halve finale 1: 2de in 1.04,35 finale: 5de in 1.04,37 |
| Giorgio Lalle                                                              | 200m schoolslag (m)   | 11e       | serie 2: 3de in 2.23,63                                                       |
| Paolo Barelli                                                              | 100m vlinderslag (m)  | 21e       | serie 4: 4de in 57,64                                                         |
| Riccardo Urbani                                                            | 100m vlinderslag (m)  | 34e       | serie 2: 6de in 58,83                                                         |
| Marcello Guarducci Roberto Pangaro Paolo Barelli Paolo Revelli             | 4x200m vrije slag (m) | 8e        | serie 1: 3de in 7.41,39 finale: 8ste in 7.43,39                               |
| Enrico Bisso Giorgio Lalle Paolo Barelli Marcello Guarducci                | 4x100m wisselslag (m) | 7e        | serie 2: 5de in 3.57,30 finale: 7de in 3.52,92                                |
|                                                                            |                       |           |                                                                               |
| Laura Bortolotti                                                           | 400m vrije slag (v)   | 18e       | serie 2: 4de in 4.29,71                                                       |
| Eleonora Pandini                                                           | 400m vrije slag (v)   | 24e       | serie 5: 5de in 4.34,69                                                       |
| Laura Bortolotti                                                           | 800m vrije slag (v)   | 14e       | serie 1: 6de in 9.00,16                                                       |
| Eleonora Pandini                                                           | 800m vrije slag (v)   | 17e       | serie 2: 5de in 9.12,47                                                       |
| Antonella Roncelli                                                         | 100m rugslag (v)      | 20e       | serie 1: 4de in 1.06,59                                                       |
| Antonella Roncelli                                                         | 200m rugslag (v)      | 18e       | serie 2: 4de in 2.24,45                                                       |
| Iris Corniani                                                              | 100m schoolslag (v)   | 23e       | serie 4: 3de in 1.17,21                                                       |
| Donatella Talpo-Schiavon                                                   | 100m vlinderslag (v)  | 27e       | serie 2: 5de in 1.06,15                                                       |
| Donatella Talpo-Schiavon                                                   | 200m vlinderslag (v)  | 20e       | serie 4: 4de in 2.21,88                                                       |
| Antonella Roncelli Iris Corniani Donatella Talpo-Schiavon Elisabetta Dessy | 4x100m wisselslag (v) | 12e       | serie 3: 5de in 4.31,20                                                       |

Amerikaanse Maagdeneilanden · Andorra · Antigua en Barbuda · Argentinië · Australië · Bahama's · Barbados · België · Belize · Bermuda · Bolivia · Bondsrepubliek Duitsland · Brazilië · Bulgarije · Canada · Chili · Colombia · Costa Rica · Cuba · Denemarken · Dominicaanse Republiek · Duitse Democratische Republiek · Ecuador · Egypte · Fiji · Filipijnen · Finland · Frankrijk · Griekenland · Groot-Brittannië · Guatemala · Haïti · Honduras · Hongarije · Hongkong · Ierland · IJsland · India · Indonesië · Iran · Israël · Italië · Ivoorkust · Jamaica · Japan · Joegoslavië · Kaaimaneilanden · Kameroen · Koeweit · Libanon · Liechtenstein · Luxemburg · Maleisië · Marokko · Mexico · Monaco · Mongolië · Nederland · Nederlandse Antillen · Nepal · Nicaragua · Nieuw-Zeeland · Noord-Korea · Noorwegen · Oostenrijk · Pakistan · Panama · Papoea-Nieuw-Guinea · Paraguay · Peru · Polen · Portugal · Puerto Rico · Roemenië · San Marino · Saoedi-Arabië · Senegal · Singapore · Sovjet-Unie · Spanje · Suriname · Thailand · Trinidad en Tobago · Tsjecho-Slowakije · Tunesië · Turkije · Uruguay · Venezuela · Verenigde Staten · Zuid-Korea · Zweden · Zwitserland